# Yelkouanpijlstormvogel
De yelkouanpijlstormvogel (Puffinus yelkouan) is een vogel uit de familie van de stormvogels. Hij lijkt sterk op de vale pijlstormvogel, maar heeft een sterker contrast tussen het witte en het zwarte deel.

## Maten en gewichten
De yelkouanpijlstormvogel wordt 28 - 35 centimeter groot. De grootte van één vleugel bedraagt ongeveer 224 - 244 millimeter. De grootte van de snavel bedraagt 32 - 38 millimeter en de vogel weegt ongeveer 349 - 416 gram.

## Habitat en voedsel
Deze vogel leeft op onbewoonde rotseilanden en afgelegen landtongen tijdens het broedseizoen. De rest van het jaar is hij te vinden op zee.
De yelkouanpijlstormvogel eet voornamelijk vis, schaaldieren en pijlinktvis. Verder foerageert de vogel op de bijvangsten van vissers, waarbij ook het aas dat wordt gebruikt in de langelijnvisserij.

## Verspreiding en verplaatsingen
Vele van deze vogels trekken via de Bosporus van en naar de Zwarte Zee.
Hij is beperkt te vinden aan de Griekse Egeïsche Zee, maar misschien ook op onbekende plekken op de Zwarte Zee. Hij overwintert in de oostelijke Middellandse Zee.

## Legsel en nest
Deze vogel legt één enkel wit ei in een scheur in een rots. Het ei wordt gedurende 50 dagen uitgebroed door de beide geslachten en de jongen vliegen na 50 - 54 dagen.

## Status
De grootte van de wereldpopulatie werd in 2012 geschat op 46.000 tot 92.000  individuen. De yelkouanpijlstormvogel gaat in aantal achteruit. Uit studies blijkt dat dit te maken heeft met sterfte die optreedt bij het foerageren achter schepen die de langelijnvisserij bedrijven. Verder heeft de vogel te lijden door predatie op de broedeilandjes in de Middellandse Zee door verwilderde katten en ratten. Om deze redenen staat deze pijlstormvogel als kwetsbaar op de Rode Lijst van de IUCN.